# Pleternički Mihaljevci
Pleternički Mihaljevci su naselje u Republici Hrvatskoj u Požeško-slavonskoj županiji, u sastavu grada Pleternice.

## Zemljopis
Pleternički Mihaljevci su smješteni 7 km istočno od Pleternice,  susjedno naselja su Zarilac i Knežci na sjeveru Ašikovci na zapadu, Kalinić i Buk na jugu i Tulnik na istoku.

## Stanovništvo
Prema popisu stanovništva iz 2011. godine Pleternički Mihaljevci su imali 15 stanovnika.
| broj stanovnika | 149   | 119   | 111   | 136   | 143   | 179   | 182   | 184   | 170   | 173   | 156   | 87    | 62    | 31    | 26    | 15    | 6     |
|                 | 1857. | 1869. | 1880. | 1890. | 1900. | 1910. | 1921. | 1931. | 1948. | 1953. | 1961. | 1971. | 1981. | 1991. | 2001. | 2011. | 2021. |